# Langwitz
Langwitz ist ein Gemeindeteil der Gemeinde Runding im Landkreis Cham des Regierungsbezirks Oberpfalz im Freistaat Bayern.

## Geografie
Langwitz liegt in der Cham-Further Senke 2 Kilometer westlich von Runding und 1 Kilometer südöstlich der Bundesstraße 20. 
2 Kilometer nordwestlich von Langwitz fließt der Chamb Richtung Südwesten dem Regen zu, in den er 4 Kilometer westlich von Langwitz mündet. Der Regen fließt 800 Meter südlich von Langwitz in Richtung Nordwesten.
2 Kilometer nordwestlich von Langwitz verläuft die Bahnstrecke Schwandorf–Furth im Wald. Nächster Haltepunkt auf dieser Strecke ist Kothmaißling 3 Kilometer nördlich von Langwitz.
300 Meter südlich von Langwitz verläuft die Bahnstrecke Cham–Bad Kötzting. Nächste Haltepunkte auf dieser Strecke sind Cham-Schwedenschanze 3 Kilometer westlich von Langwitz und Chamerau 2 Kilometer südöstlich von Langwitz.
Südöstlich von Langwitz erhebt sich der 416 Meter hohe Bauernbühl.

## Geschichte
Langwitz hatte 1752 4 Anwesen. Die Eigentümer hießen Thumb, Baumann, Gläzl, Fleischmann.
1808 wurde die Verordnung über das allgemeine Steuerprovisorium erlassen. Mit ihr wurde das Steuerwesen in Bayern neu geordnet und es wurden Steuerdistrikte gebildet. Dabei kam Langwitz zum Steuerdistrikt Niederrunding. Der Steuerdistrikt Niederrunding umfasste die Orte Niederrunding, Göttling, Langwitz, Öd, Perwolfing und Satzdorf.
1821 wurden im Landgericht Cham Gemeinden gebildet. Aus dem Steuerdistrikt Niederrunding ging die Gemeinde Niederrunding hervor. Die Gemeinde Niederrunding bestand 1861 aus den Ortschaften Niederrunding, Göttling, Langwitz, Perwolfing und Satzdorf.
Bei der Gebietsreform in Bayern wurde 1972 die Gemeinde Niederrunding in die Gemeinde Runding eingemeindet.
Langwitz gehört zur Pfarrei Runding. 1997 hatte Langwitz 43 Katholiken.

## Einwohnerentwicklung ab 1838
| Jahr | Einwohner | Gebäude |
| ---- | --------- | ------- |
| 1838 | 43        | 7       |
| 1861 | 38        | 20      |
| 1871 | 33        | 24      |
| 1885 | 42        | 9       |
| 1900 | 39        | 10      |
| 1913 | 48        | 8       |

| Jahr | Einwohner | Gebäude |
| ---- | --------- | ------- |
| 1925 | 53        | 11      |
| 1950 | 40        | 7       |
| 1961 | 44        | 11      |
| 1970 | 46        | k. A.   |
| 1987 | 43        | 11      |
| 2011 | 47        | k. A.   |

## Denkmalschutz und Tourismus
Das Gebiet von Langwitz wurde bereits in vorgeschichtlicher Zeit besiedelt. Davon zeugen Siedlungen der Urnenfelderkultur und der Latènezeit nordwestlich von Langwitz, die als Bodendenkmal mit der Denkmalnummer D-3-6742-0204 ausgezeichnet sind.
Südwestlich von Langwitz und am Ufer des Regens verläuft der Haidsteiner Weg. Dieser Haidsteiner Weg kann als Zubringer zum Europäischen Fernwanderweg E6 genutzt werden. Er führt nach Haidstein. Dort zweigt Richtung Nordosten der Baierweg ab, welcher auf dem Nordwesthang des Hohen Bogens auf den E6 trifft.
Südwestlich von Langwitz, am Ufer des Regens, verlaufen die Radwanderwege Regental-Radweg und Grünes Dach-Radweg.